# Грејсвил (Охајо)
Грејсвил (енгл. Graysville) град је у америчкој савезној држави Охајо.

## Демографија
По попису из 2010. године број становника је 76, што је 37 (-32,7%) становника мање него 2000. године.
| Група             | 2000.       | 2010.      |
| Белци             | 111 (98,2%) | 68 (89,5%) |
| Афроамериканци    | 0 (0,0%)    | 0 (0,0%)   |
| Азијати           | 0 (0,0%)    | 0 (0,0%)   |
| Хиспаноамериканци | 2 (1,8%)    | 0 (0,0%)   |
| Укупно            | 113         | 76         |